# Ceratomontia namaqua
Ceratomontia namaqua is een hooiwagen uit de familie Triaenonychidae.